# Lee Yong-dae
Lee Yong-dae (Hangul: 이용대), född 11 september 1988, är en sydkoreansk idrottare som tog guld i badminton tillsammans med Lee Hyo-jung vid olympiska sommarspelen 2008 i Peking.

## Olympiska meriter

### Olympiska sommarspelen 2008
| Namn                       | Gren   | 32-delsfinal | 16-delsfinal                   | 8-delsfinal                    | Kvartsfinal                      | Semifinal                       | Final            | Final            |
| Namn                       | Gren   | Resultat     | Resultat                       | Resultat                       | Resultat                         | Resultat                        | Resultat         | Plats            |
| -------------------------- | ------ | ------------ | ------------------------------ | ------------------------------ | -------------------------------- | ------------------------------- | ---------------- | ---------------- |
| Jung Jae-sung Lee Yong-dae | Dubbel | 3            |                                |                                | Paaske och Rasmussen (DEN) L 0-2 | Gick inte vidare                | Gick inte vidare | Gick inte vidare |
| Lee Hyo-jung Lee Yong-dae  | Mixed  |              | Cooper och Flavell (NZL) W 2-0 | Robertson och Emms (GBR) W 2-0 | Limpele och Marissa (INA) W 2-1  | Widianto och Natsir (INA) W 2-0 | Gold             |                  |